# Catrame vegetale
Il catrame vegetale è un liquido viscoso di colore bruno nerastro, con un odore pungente, ottenuto per distillazione a secco del legno di alberi come betulla, faggio e pino. Il catrame di Norvegia, derivato dalla distillazione dei pini norvegesi, è considerato il più pregiato. A differenza del catrame di carbon fossile, che contiene prevalentemente idrocarburi aromatici, il catrame vegetale è povero di questi, ma ricco di composti fenolici come cresoli e guaiacolo. La composizione varia in base al tipo di legno, con ogni varietà che presenta una prevalenza di specifici composti chimici.

## Utilizzo

### Farmaci
Il catrame vegetale per uso farmaceutico si ottiene dalla distillazione secca del legno di alberi, producendo un liquido viscoso di colore bruno dal forte odore. In dermatologia, i farmaci a base di catrame vegetale, spesso combinati con acido salicilico, sono utilizzati per le loro proprietà cheratoplastiche, antibatteriche e disinfettanti.

### Dermatologia
Il catrame vegetale è ampiamente utilizzato in dermatologia per le sue proprietà disinfettanti, antimicrobiche e cheratoplastiche. Durante la distillazione secca, i composti a basso peso molecolare, come i fenoli, vengono ridotti, ma l'alta concentrazione di composti guaiacolofenolici in alcune varianti, come conifere, betulle e faggio, può rendere necessario un'ulteriore distillazione per evitare effetti aggressivi sulle strutture biologiche.

## Proprietà
Il catrame è un prodotto con diverse proprietà terapeutiche, tra cui cheratoplastiche, che favoriscono il rinnovo e la regolarizzazione del ricambio cellulare epidermico, riducendo la desquamazione. Ha anche un’azione antipruriginosa, che aiuta ad alleviare il prurito, e antisettica, grazie alla presenza di composti fenolici che combattono batteri e microrganismi. Inoltre, è anti-irritativo, utile per lenire infiammazioni della pelle, ed è efficace nel trattamento di patologie cutanee come dermatite seborroica, psoriasi e altre condizioni croniche.

## Produzione
Il catrame vegetale è un prodotto ottenuto dalla distillazione a secco della corteccia di alcune conifere, in particolare Pinus silvestris (pino silvestre) e Larix siberica (larice siberiano). Il processo di distillazione a secco, noto anche come pirolisi, comporta il riscaldamento della corteccia in assenza di ossigeno, il che fa evaporare i componenti volatili che, raffreddandosi, si condensano in un liquido viscoso di colore bruno-nerastro. Questo liquido, ricco di composti fenolici e terpenici, è il catrame vegetale.